# Ганджі
Ганджі, Ґанджі (італ. Gangi, сиц. Ganci) — муніципалітет в Італії, у регіоні Сицилія,  метрополійне місто Палермо.
Ганджі розташоване на відстані близько 480 км на південь від Рима, 85 км на південний схід від Палермо.
Населення — 6909 осіб (2014).

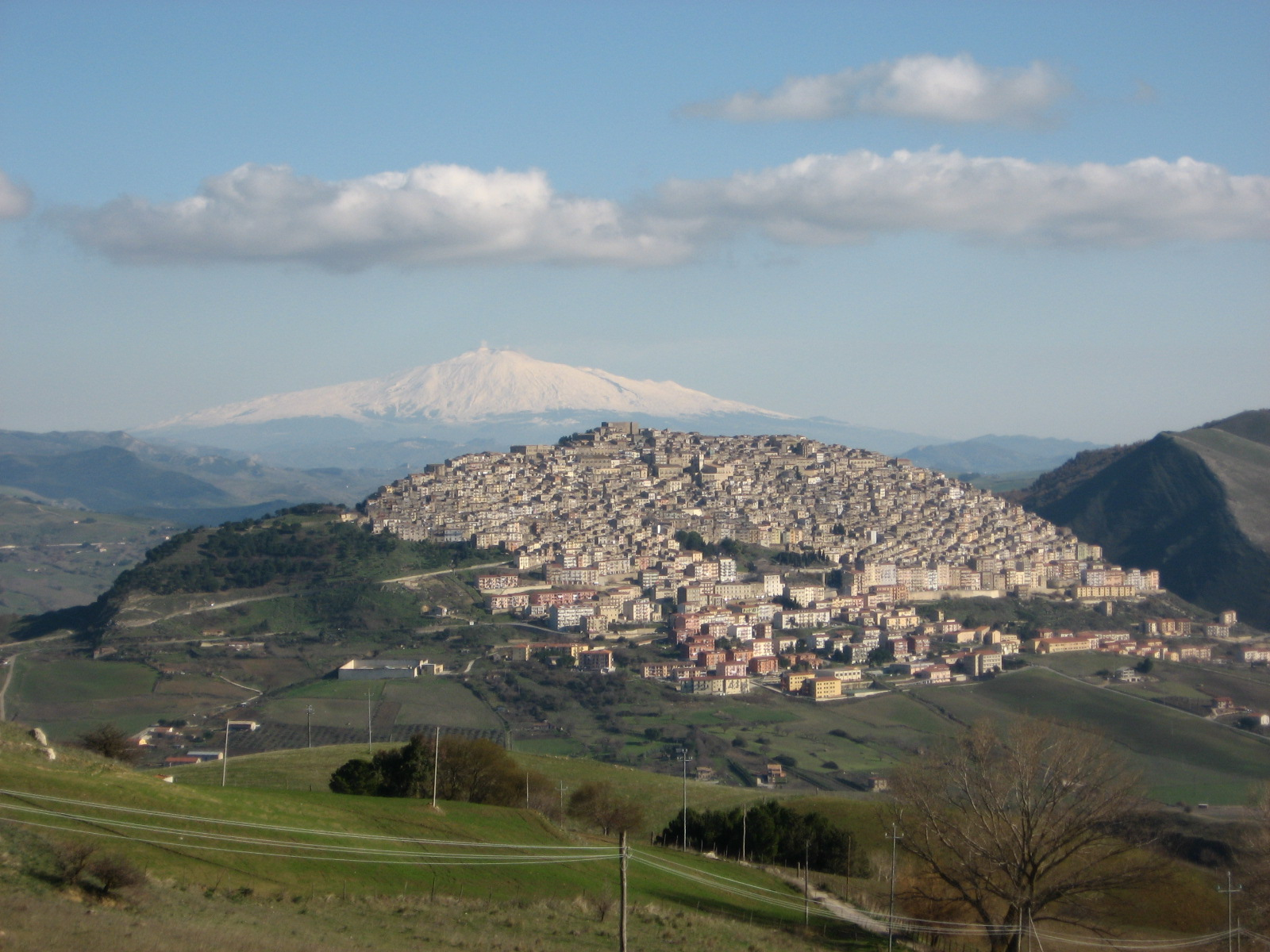

Щорічний фестиваль відбувається 10 травня. Покровитель — San Cataldo vescovo.

## Демографія
Населення за роками:

Станом на 1 січня 2023 року в муніципалітеті офіційно проживали 94 іноземці з 25 країн, серед них 47 громадян країн Євросоюзу та 1 громадянин України.

## Сусідні муніципалітети
- Алімена
- Блуфі
- Бомп'єтро
- Калашибетта
- Енна
- Джерачі-Сікуло
- Нікозія
- Петралія-Сопрана
- Сперлінга